# Serguéi Zúyev
Serguéi Nikoláievich Zúyev (Severouralsk, Óblast de Sverdlovsk, Rusia, 20 de febrero de 1980) es un jugador de fútbol sala ruso. Juega de portero en Dina Moscú y en la Selección de fútbol sala de Rusia.

## Clubes
| Club                         | País  | Año       |
| ---------------------------- | ----- | --------- |
| MFK UPI DDT Ekaterimburgo    | Rusia | 1997-2001 |
| MFK Viz-Sinara Ekaterimburgo | Rusia | 2001-2014 |
| Dina Moscú                   | Rusia | 2014-     |

## Palmarés
- UEFA Futsal Cup 2007/08
- Superliga Rusa de Futsal (2): 2008/09, 2009/10

Distinciones individuales:
- Mejor portero de la Superliga Rusa de Futsal (8): 2001/02, 2002/03, 2003/04, 2004/05, 2007/08, 2008/09, 2009/10, 2010/11
- Futsal Awards Mejor portero del mundo 2008